# Струја источних ветрова
Струја источних ветрова (или Антарктичка обалска струја) је најјужнија морска струја на Земљи. Настаје под утицајем источноих ветрова и представља противток Струји западних ветрова. Дужина и ток ове струје разликују се зими и лети, а главни разлог је површина леденог покривача на отвореном мору, који се лети знатно смањује.